# Protesty antyrządowe w Turcji w 2025 roku
Protesty antyrządowe w Turcji w 2025 roku – seria publicznych demonstracji, które wybuchły 19 marca 2025 roku po aresztowaniu burmistrza Stambułu Ekrema İmamoğlu przez tureckie władze. Protesty były wyrazem znaczącego sprzeciwu społecznego wobec działań, które uczestnicy uznali za motywowane politycznie, skierowane przeciwko głównemu rywalowi politycznemu prezydenta Turcji Recepa Tayyipa Erdoğana.
Demonstracje poparła partia CHP i wiele innych partii politycznych, organizacji i stowarzyszeń. Protesty, w których uczestniczyły setki tysięcy ludzi, odbywały się w niemal wszystkich miastach Turcji (szczególnie w Stambule, Ankarze i Izmirze). Dużą część protestujących stanowili młodzi ludzie, np. studenci.

## Tło
Ekrem İmamoğlu, 54-letni polityk z Republikańskiej Partii Ludowej (CHP), pełnił funkcję burmistrza Stambułu od 2019 roku. İmamoğlu odniósł znaczące zwycięstwa wyborcze nad sojusznikami prezydenta Turcji Recepa Tayyipa Erdoğana zarówno w 2019, jak i 2024 roku, kiedy to CHP przejęła kontrolę nad większością dużych miast w Turcji. Te zwycięstwa zostały powszechnie zinterpretowane jako poważne wyzwanie dla dominacji politycznej Erdoğana.
W miesiącach poprzedzających jego zatrzymanie, İmamoğlu nasilił krytykę administracji Erdoğana, co skutkowało wieloma działaniami prawnymi przeciwko niemu. 19 marca 2025 roku tureckie władze zatrzymały İmamoğlu pod zarzutami, w tym korupcji oraz udzielania pomocy Partii Pracujących Kurdystanu (PKK), organizacji uznanej za terrorystyczną przez Turcję i jej zachodnich sojuszników. Około 100 osób, w tym dziennikarze i biznesmeni, zostało oskarżonych o domniemane przestępstwa związane z kontraktami miejskimi. Zarzuty obejmowały kierowanie zorganizowaną grupą przestępczą, przyjmowanie łapówek i manipulowanie przetargami. Uniwersytet Stambulski unieważnił stopień naukowy İmamoğlu, co uniemożliwiłoby mu udział w przyszłych wyborach prezydenckich, gdyby decyzja została utrzymana.

## Protesty
Lider CHP Özgür Özel określił zatrzymanie jako „próbę zamachu stanu przeciwko przyszłemu prezydentowi” i wezwał grupy opozycyjne do zjednoczenia się w odpowiedzi. W ciągu kilku godzin od zatrzymania burmistrza, ponad stu demonstrantów zgromadziło się w pobliżu głównej siedziby policji w Stambule, gdzie przetransportowano İmamoğlu po aresztowaniu. Protestujący wyrazili głośne poparcie dla zatrzymanego burmistrza, skandując hasła antyrządowe i antyprezydenckie. Uczestnicy demonstracji uznali zatrzymanie za atak na tureckie procesy demokratyczne i instytucje, niektórzy określili je jako „zamach stanu przeciwko İmamoğlu”, podkreślając, że İmamoğlu „czterokrotnie pokonał Erdoğana w wyborach” w demokratyczny sposób. Inni protestujący wyrazili przekonanie, że zatrzymanie ostatecznie wzmocni poparcie społeczne dla İmamoğlu, wielu zapowiedziało kontynuację protestów do czasu odwrócenia decyzji. Wśród demonstrantów byli również pracownicy miejscy.
Biuro Gubernatora Stambułu odpowiedziało, zakazując wszelkich zgromadzeń publicznych w mieście na cztery dni i wysyłając siły bezpieczeństwa, aby ustanowiły barykady wokół budynku policji. Jednostki policji antyterrorystycznej i wozy z armatkami wodnymi zostały rozmieszczone, aby zablokować drogi dojazdowe do siedziby.
Setki protestujących w Ankarze zgromadziły się przed siedzibą CHP, protestując wraz z posłami partii. Kilku przedstawicieli CHP próbowało zakłócić procedury prawne w Wielkim Zgromadzeniu Narodowym Turcji, po czym opuścili salę w geście protestu.

## Reakcje
Pomimo zatrzymania, İmamoğlu zdołał opublikować oświadczenie w mediach społecznościowych, w którym stwierdził, że „nie podda się” i będzie „kontynuował walkę z presją” jako ważna postać opozycyjna wobec obecnej administracji tureckiej.

### Rząd turecki
Po zatrzymaniu İmamoğlu i w trakcie protestów, biuro gubernatora Stambułu zakazało wszelkich zgromadzeń publicznych i demonstracji w mieście na cztery dni. Zamknięto również główne drogi i sieci kolejowe w centrum Stambułu. Dostęp do różnych platform społecznościowych, w tym Twitter/X, YouTube, Instagram i TikTok, został ograniczony, zgodnie z raportami organizacji monitorujących internet.
Rząd turecki zaprzeczył zarzutom protestujących i partii opozycyjnych, utrzymując, że wymiar sprawiedliwości działa niezależnie od wpływów politycznych. Przedstawiciele biura prezydenta Erdoğana nie skomentowali natychmiast twierdzeń, że zatrzymanie było motywowane politycznie.

### Reakcje międzynarodowe
Aresztowanie İmamoğlu i wynikające z niego protesty przyciągnęły uwagę międzynarodową, a różne rządy i organizacje praw człowieka wyraziły zaniepokojenie demokratycznym regresem w Turcji. Zastępca dyrektora regionalnego Amnesty International na Europę Dinushika Dissanayake opisał działania rządu tureckiego jako „drakońskie” i eskalację „represji wobec pokojowego sprzeciwu”, mającą na celu ograniczenie wolności zgromadzeń i wolności słowa.